# Aeropuerto de El Bolsón
El Aeropuerto de El Bolsón o Aeródromo El Bolsón (IATA: EHL - OACI: SAVB - FAA: BOL), es un aeropuerto de cabotaje que se encuentra ubicado en la ciudad de El Bolsón, provincia de Río Negro. Se encuentra bajo el Control de la Fuerza Aérea Argentina.
En Argentina se realiza en este momento una transición de control sobre aeropuertos que pertenecen actualmente a la FAA y que pasaran a estar bajo el mando y supervisión de la ANAC. No obstante el Aeropuerto de El Bolsón se divide en dos áreas: La perteneciente a la FAA y la que utiliza el Aeroclub local.

## Servicios
En verano el aeropuerto de El Bolsón recibe vuelos de la empresa LADE (Líneas Aéreas del Estado) dos veces por semana desde el Aeropuerto Internacional General Enrique Mosconi de Comodoro Rivadavia.

## Traslado del aeródromo
El aeródromo tiene un predio 70 hectáreas y se sitúa en el casco urbano. En 2010, el entonces intendente Oscar Romera (UCR) promovió el traslado del aeródromo desde su actual emplazamiento en el norte del ejido urbano en las cercanías de El Foyel y Mallín Ahogado. Pero, se realizó una consulta popular que culminó con 76,52% de los votantes que se opusieron al traslado.

## Accidentes e incidentes
- 7 de agosto de 1977: Un Twin Otter 300 de LADE, número de cola de T-87, se estrelló contra el cerro Paleta poco después de despegar desde el aeropuerto, con destino a Río Gallegos (previa escala en Comodoro Rivadavia), falleciendo los seis ocupantes, entre ellos el entonces gobernador de facto de la provincia de Santa Cruz, Ulderico Antonio Carnaghi.[7]

## Actividades más importantes
- Reconocimiento Aéreo, detección temprana de incendios

El sistema de vigilancia y reconocimiento aéreo para la prevención de incendios tiene su aplicación fundamental en la detección de focos de fuego incipientes en las zonas boscosas de la región, con el fin de evitar la formación de incendios forestales de grandes magnitudes cuya expansión es peligrosamente rápida en zona de montaña.
Debido a las torres de vigilancia ubicadas en el área y el trabajo intensivo de quienes vigilan los bosques desde lo alto, la más importante función de un avión en El Bolsón y la vecina localidad de Lago Puelo es el reconocimiento aéreo mientras se desarrolla un incendio.
El patrullaje forestal que realiza el Plan Nacional de Manejo del Fuego desde el Aeropuerto de El Bolsón es una herramienta importantísima en la detección de incendios forestales.
La localización de un foco de incendio dentro de las primeras 12 horas de existencia facilita un accionar efectivo para su exterminación. Transcurridas más de 24 horas el incendio podría haberse convertido ya en un desastre. Manteniendo un control aéreo forestal los incendios se detectan y pueden detenerse antes de volverse incontrolables lo cual resulta básico y fundamental en la prevención de incendios forestales en una “zona de incendios forestales” como lo es El Bolsón y sus alrededores.
El avión del aeródromo local permite una perspectiva aérea de los incendios que facilita su análisis y la elaboración de estrategias para combatir el fuego salvaguardando también vidas humanas. Esta visión aérea de estudio geográfico y general del siniestro, su forma y el lugar en donde se encuentra, también es primordial a la hora de enfrentar un incendio forestal. Esta exploración crucial que solo puede ser realizada por un avión del aeródromo local ya que tiene un acceso inmediato a la zona afectada, es fundamental.
- Lucha contra incendios forestales

Los aviones hidrantes de empresas contratadas que arrojan agua sobre las zonas afectadas por un incendio forestal en la zona deben utilizar obligatoriamente el aeropuerto de El Bolsón ya que a pesar de tener una buena autonomía de vuelo deberían regresar a Bariloche para cargar el agua, y el tiempo entre disparo y disparo sería enorme e inefectivo. Al existir un aeropuerto cercano al incendio forestal puede formarse la llamada “calesita de aeronaves” que puede alcanzar la cadencia de disparos necesaria para obtener buenos resultados.
- Traslados sanitarios de urgencia

El avión del aeródromo local llega a San Carlos de Bariloche en 30 minutos y a Buenos Aires en 3 horas y media. Si un paciente necesitara acceder en forma urgente a un hospital de alta complejidad de San Carlos de Bariloche o incluso de Buenos Aires, el aeródromo de El Bolsón sería la única opción disponible. Muchas veces se hizo uso de este recurso para casos de extrema urgencia o por encontrarse deshabilitada la ruta 40 a Bariloche (Hielo y nieve en invierno). Podría decirse que en casos de este tipo el aeródromo resulta indispensable.
- Búsqueda y rescate

Muchas de las búsquedas y rescate de personas extraviadas fueron realizados por el Aeropuerto de El Bolsón. Cabe destacar el caso más reciente, el año pasado, cuando un parapentista se perdió en la montaña y el avión del aeroclub de El Bolsón fue quien lo encontró detrás del Cerro Piltriquitrón. Existen muchos otros casos de personas que se perdieron haciendo trekking en la montaña o la búsqueda de otras naves como por ejemplo cuando el aeródromo de El Bolsón participó en el operativo de búsqueda de un helicóptero perteneciente a un poblador de la zona.
- Recurso turístico y hangarage

Una de las excursiones turísticas más divertidas y conocidas de El Bolsón son los vuelos contratados en el aeródromo local. Aproximadamente 3000 turistas cada año obtienen una perspectiva incomparable del hermoso patrimonio natural de la región, sacan fotografías y viven una experiencia inolvidable. Se proyecta para el futuro la realización de vuelos turísticos o transporte de pasajeros más frecuentes. El Aeroclub de El Bolsón tiene 800 vuelos anuales propios, además de muchísimos aviones privados que utilizan El Bolsón como base para sus incursiones en la Patagonia.
- Formación de pilotos

El Aeroclub de El Bolsón presta servicios educativos en su Escuela de Vuelo. La formación de pilotos es una actividad que ha tenido siempre el Aeroclub de El Bolsón tanto como formador de pilotos privados o para dar instrucción a pilotos privados que a veces vienen de otras localidades, generalmente localidades de llanura, a volar en la montaña, lo cual tiene características de vuelo particulares por lo que llegan a Bolsón y tomar clases al respecto.
La instrucción de vuelo de El Bolsón representa una salida profesional para personas de la localidad. A través del curso de piloto privado puede accederse al estudio de Piloto Comercial o lo que el estudiante decida más adelante.
- Patrullaje en las inundaciones

En invierno el avión del Aeroclub de El Bolsón también realiza análisis referentes a las inundaciones y crecidas de los ríos y permite proyectar rescates, movilización y evacuaciones.